# ISS-Expedition 27
ISS-Expedition 27 ist die Missionsbezeichnung für die 27. Langzeitbesatzung der Internationalen Raumstation (ISS). Die Mission begann mit dem Abkoppeln des Raumschiffs Sojus TMA-01M von der ISS am 16. März 2011 4:27 UTC. Das Ende wurde durch das Abkoppeln von Sojus TMA-20 am 23. Mai 2011 21:35 UTC markiert.

## Mannschaft
- Dmitri Jurjewitsch Kondratjew (1. Raumflug), Kommandant (Russland/Roskosmos) (Sojus TMA-20)
- Catherine Grace Coleman (3. Raumflug), Bordingenieurin (USA/NASA) (Sojus TMA-20)
- Paolo Nespoli (2. Raumflug), Bordingenieur (Italien/ESA) (Sojus TMA-20)

Zusätzlich ab 7. April 2011:
- Andrei Iwanowitsch Borissenko (1. Raumflug), Bordingenieur (Russland/Roskosmos) (Sojus TMA-21)
- Alexander Michailowitsch Samokutajew (1. Raumflug), Bordingenieur (Russland/Roskosmos) (Sojus TMA-21)
- Ronald John Garan (2. Raumflug), Bordingenieur (USA/NASA) (Sojus TMA-21)

### Ersatzmannschaft
Seit Expedition 20 wird wegen des permanenten Trainings für die Besatzungen keine offizielle Ersatzmannschaft mehr bekanntgegeben. Inoffiziell gelten die Backup-Crews der beiden Sojus-Zubringerraumschiffe TMA-20 und TMA-21 (siehe dort) als Ersatzmannschaft der Expedition 27. In der Regel kommen diese Crews dann jeweils zwei Missionen später selbst zum Einsatz.